# Schafwolle als Dämmstoff
Schafwolle kann – neben der Verwendung für Textilien – auch als Naturdämmstoff verwendet werden. Sie wird in dieser Funktion z. B. in Neuseeland eingesetzt und hat sich mittlerweile auch im deutschsprachigen Raum etabliert, mit einem Marktanteil unter 0,5 %.

## Herstellung
Zur Herstellung von Dämmstoffen wird derzeit im deutschsprachigen Raum ausschließlich europäische und bevorzugt regional anfallende Schafwolle gebraucht, sie werden aus Schafschurwolle in Form von Matten oder Stopfwolle hergestellt. Nach der ersten Aufbereitung durch Waschen, Entfetten und pH-Wert-Neutralisierung wird die Wolle im Feinöffner vermischt und von Fremdstoffen gereinigt. Abschließend wird sie kardiert, das dabei entstandene Vlies kreuzweise übereinander gelegt, in der Vernadelmaschine mechanisch vernadelt und anschließend zurechtgeschnitten. Schnittabfälle werden recycelt.
In Neuseeland, neuerdings auch in der Schweiz/Deutschland werden während der Produktion zur Stützung des Gewebes Polyesterfasern beigemischt.
Da Schafwolle anfällig ist gegen den Befall durch Kleidermotten, muss sie zum Schutz vor diesen behandelt werden. Zum einen kann dies durch Natriumborat geschehen, das zugleich den Vorteil besitzt, flammhemmend zu wirken. Da diese sich jedoch nach einigen Jahren aus dem Material verlieren, wurde es auch eine Zeit lang mit Naturkautschuk an die Wolle fixiert. Aufgrund der Kategorisierung von Boraten als reproduktionstoxisch wird mittlerweile von der Verwendung jedoch abgegangen. Als Alternative bestand bis ungefähr 2005 die Möglichkeit, die Wolle vor der Auslieferung mit Sulcofuron zu behandeln (Handelsname Mitin FF), seit einigen Jahren auch mittels Thorlan IW. Beide Produkte besitzen allerdings inzwischen keine europäische Zulassung mehr als „Mottenschutz“ und sind somit für Dämmstoffhersteller nicht mehr verfügbar. Daher wird vielfach – auch in Deutschland – wieder Permethrin als Mottenschutz verwendet, obwohl der Einsatz dieses auch vom Institut für Risikoforschung „als Nervengift eingestuften und dennoch für Wollteppiche als unbedenklich bezeichneten Stoffes“ vor allem in einem „ökologischen Baustoff“ sehr umstritten ist. Das internationale Umweltzeichen „natureplus“ beispielsweise lehnt den Einsatz solcher Biozide (Stoffverbote) ab.
Als Alternative wird auch eine biozidfreie Ausrüstung angeboten, wodurch die Wolle fraßhemmend modifiziert und somit geschützt wird.

## Technische Eigenschaften
Schafwolle weist einen WLG-Wert von 0,040 auf, ähnlich wie Holzfaser, Zellulose, Steinwolle oder auch Polystyrol. Mit einer Wärmekapazität von 1300 J/(kg·K) speichert es Wärme gut. Der Dampfdiffusionswiderstand ist mit 1 bis 2 vergleichsweise gering. Es wird in die Baustoffklasse B2 bzw. E eingestuft, ist also normal entflammbar, die Entzündungstemperatur liegt zwischen 580 und 600 °C, flammhemmend wirkt der hohe Stickstoffgehalt.
Ungewöhnlich ist die schadstoffsanierende Wirkung von Schafwolle als Dämmstoff. Schafwolle stellt aufgrund ihrer Herkunft und Faserstruktur ein Medium zum Abbau von Formaldehyd und ein effizientes Sorbens zur langfristigen Bindung von zahlreichen weiteren Aldehyden sowie weiteren schädlichen Stoffen wie z. B. Toluol aus der Raumluft dar.
Schafwolle ist außerordentlich elastisch und bricht erst bei über 20.000 Mal Knicken. Sie kann sehr viel Feuchtigkeit aufnehmen und reduziert ihre dämmenden Eigenschaften erst bei einem Wasseranteil von mehr als 16 Gewichtsprozent.

## Einsatzbereiche
Beim Hausbau kann man sowohl Dach, Wände und Decke als auch die Fassade mit Schafwolle dämmen. Außerdem ist es besonders geeignet für die Dämmung technischer Anlagen wie Kühl-, Klima- und Lüftungsanlagen. Bei ersteren dient sie besonders der Wärmedämmung, bei den letzteren eher der Schalldämmung. Sie eignet sich auch für die Dämmung bei bewegten oder regelmäßig belasteten Teilen, weil die Fasern flexibel sind. Für die Perimeterdämmung ist Schafwolle jedoch ebenso wie die anderen Naturdämmstoffe ungeeignet.

## Marktbedeutung
Zwar hat sich Schafwolle in Deutschland als Wärmedämmstoff etabliert, der Marktanteil im Dämmstoffmarkt liegt jedoch bei weniger als 0,5 %. Aufgrund der speziellen Kombination baulicher Eigenschaften, die ihr Einsatzgebiet als Dämmstoff auf Sonderfälle begrenzen und der Konkurrenz durch den Gebrauch als Rohstoff für Textilien wird der Marktanteil aller Voraussicht nach auch in Zukunft kaum 1 % übersteigen. Im Marktsegment der Dämmstoffe aus nachwachsenden Rohstoffen hat sie einen Marktanteil von 4 %. Mit Materialkosten von rund 75–100 €/m³ bei einem Wärmedurchgangskoeffizient von 0,2 W/(m² K) ist Schafwolle zudem teurer als herkömmliche Dämmstoffe oder Naturdämmstoffe mit gleicher Dämmwirkung.